# Edmund Gryz
Edmund Gryz (ur. 2 października 1920 w Goździówce, zm. 3 maja 1982 w Gdańsku) – polski działacz partyjny i państwowy, urzędnik, przewodniczący Prezydium Miejskich Rad Narodowych w Słupsku (1952–1953) i Koszalinie (1954–1958).

## Życiorys
Syn chłopa i robotnika Stanisława oraz Apolonii z domu Siwak, miał pięciu braci. Ukończył sześć klas szkoły powszechnej w Goworowie, następnie do 1939 dwie klasy gimnazjum w Jaciążku i cztery w gimnazjum w Wyszkowie. Później odbył kursy w Wojewódzkiej Szkoły Partyjnej w Szczecinie (1950–1951) i Centralnej Szkole Partyjnej PZPR w Warszawie (1953–1954), a także studiował zaocznie administrację na Uniwersytecie Mikołaja Kopernika w Toruniu (1963–1967) i Uniwersytecie Warszawskim (1967–1969).
Okres okupacji spędzał w rodzinnej wsi, od 1943 był robotnikiem na linii tramwajowej w Warszawie, a po powstaniu warszawskim trafił na roboty przymusowe pod Częstochową. Od marca 1945 pracował w Oddziale Elektrotechnicznym Polskich Kolei Państwowych, początkowo w oddziale Warszawa Wschodnia, następnie od maja 1945 w ramach DOKP Szczecin w Białogardzie i Słupsku. Awansował od nadzorczy przewodów do referendarza, w 1950 urlopowany ze względu na podjęcie zatrudnienia w partii.
Od 1946 w Polskiej Partii Socjalistycznej, od 1948 w szeregach Polskiej Zjednoczonej Partii Robotniczej. Działał w Związku Zawodowym Pracowników Kolejowych, został sekretarzem słupskiego koła Towarzystwa Przyjaźni Polsko-Radzieckiej. Był I sekretarzem OOP PZPR nr 3 przy PKP w Słupsku, a w 1952 kierownikiem Wydziału Organizacyjnego Komitetu Miejskiego tamże. Wchodził w skład egzekutyw Komitetów Miejskich PZPR w Słupsku i Koszalinie oraz egzekutywy Komitetu Wojewódzkiego PZPR w Koszalinie. Zajmował stanowiska przewodniczącego Prezydium Miejskich Rad Narodowych w Słupsku (1 października 1952 – 28 września 1953) i Koszalinie (19 grudnia 1954 – 2/15 lutego 1958). Od 1958 do 1962 kierował Wydziałem Ogólnym Komitetu Wojewódzkiego PZPR w Koszalinie.
W 1962 na własną prośbę przeniesiony do Gdańska. W latach 1962–1982 zatrudniony w Prezydium Wojewódzkiej Rady Narodowej i następnie Urzędzie Wojewódzkim w Gdańsku, po czym przeszedł na emeryturę. Awansował kolejno od starszego inspektora w Wydziale ds. Wyznań i Wydziale Organizacyjno-Prawnym, przez kierownika Oddziału Ogólno-Organizacyjnego (w wydziałach podlegających Departamentowi Społeczno-Administracyjnemu Ministerstwa Spraw Wewnętrznych) do starszego inspektora. Odpowiadał za kwestie kadrowe, organizację wyborów i porządek publiczny, organizował m.in. nocne pochówki ofiar grudnia 1970 i wypłatę odszkodowań dla ich rodzin.

## Życie prywatne
Był dwukrotnie żonaty, z Teresą z domu Dumałą (1948–1950) i Martą z domu Klinkosch/Klinkosz (od 1950), miał córkę Grażynę Marię oraz synów Mariana i Jerzego. Został pochowany na Cmentarzu Srebrzysko w Gdańsku.

## Odznaczenia
Odznaczony m.in. Srebrnym Krzyżem Zasługi (1955), Medalem 10-lecia Polski Ludowej (1955), Medalem „Zasłużonego działacza miasta Koszalina” (1960) i Krzyżem Kawalerskim Orderu Odrodzenia Polski (1977).